# 黑心黄芩
黑心黄芩（学名：Scutellaria nigrocardia），为唇形科黄芩属下的一个植物种。